# Mason County, Kentucky
Mason County är ett administrativt område i delstaten Kentucky, USA, med 17 490 invånare. Den administrativa huvudorten (county seat) är Maysville. 

## Geografi
Enligt United States Census Bureau har countyt en total area på 639 km². 625 km² av den arean är land och 14 km² är vatten. 

### Angränsande countyn
- Brown County, Ohio - norr
- Adams County, Ohio - nordost
- Lewis County - öst
- Fleming County - söder
- Robertson County - sydväst
- Bracken County - väst